# Піщанкові (риби)

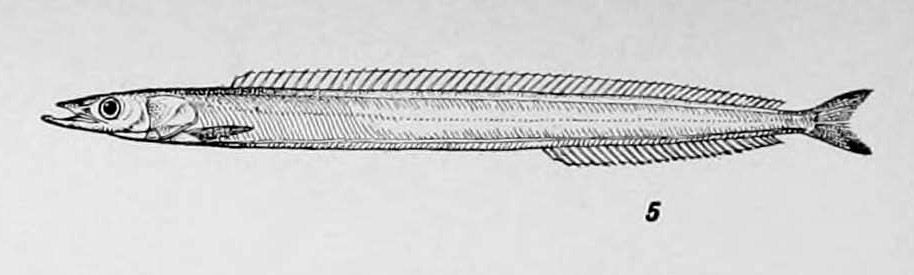
Ammodytes americanus

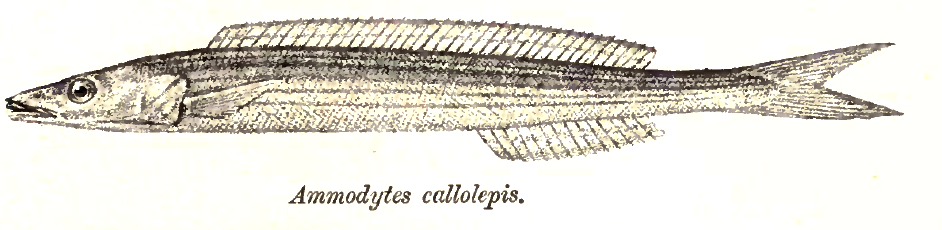
Bleekeria kallolepis

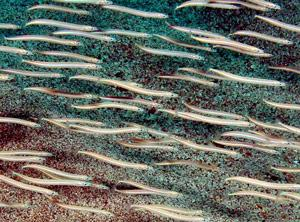
Gymnammodytes cicerelus

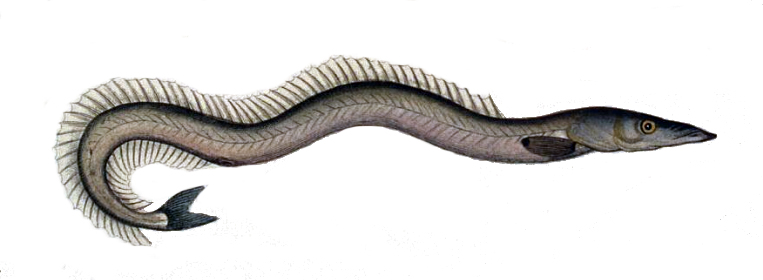
Ammodytes tobianus

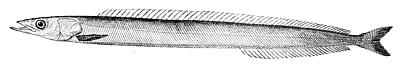
Ammodytes dubius

Піщанкові, піскориєві (Ammodytidae) — родина риб ряду окунеподібних. Невеликі риби з подовженим низьким тілом, конічною підгостреною головою, довгими спинним і анальним плавниками, виїмчастим хвостовим плавником, низько сидячими невеликими грудними плавниками. Тіло у них покрите дрібною циклоїдною лускою або голе (у голих піщанок роду Gymnammodytes). У декількох родів на боках є косі поперечні складки (роди Ammodytes, Hyperoplus, Gymnammodytes). У одного роду піщанкових — Емболіхта (Embolichthys) є маленькі черевні плавники, у інших п'яти родів черевних плавників немає. Всього налічують 7 родів і понад 20 видів піщанок.

## Опис
Усі піщанки живуть зграями у берегів, на глибині від 5 до 40, рідше до 120 м, миттєво зариваються в пісок при щонайменшій небезпеці і якщо їх застане на мілководді відплив. Звичайне забарвлення спини темне, синьо-зелене, боків і черева — сріблясте; тільки у далекосхідної короткоперої піщанки (Hypoptychus dybowskii) і китайських блікерій (Bleekeria) забарвлення коричнево-жовте. Розміри особин у більшості видів до 12-20 см, тільки у короткоперої піщанки до 10 см, а у великих піщанок (Hyperoplus) до 30-36 см.

## Поведінка
Основу їжі піщанок складають планктонні рачки, а також личинки баланусів. Ікринки у піщанок донні, слабо еліпсоїдні, прилипаючі до піщинок. Личинки пелагічні, складають планктон. Піщанки служать улюбленою їжею для придонних тріскових риб — тріски, пікші та ін.; великі піщанки, у свою чергу, живляться малими.

## Поширення
Цікаве поширення піщанок. Рід Звичайні піщанки (Ammodytes) поширений в північних водах Атлантичного і Тихого океанів, а також в морях Північного Льодовитого океану. У Атлантичному океані два види живуть біля берегів Північної Америки (A. dubius, A. americanus), два — біля берегів Західної Європи (північна піщанка — A. marinus, і балтійська піщанка — A. tobianus). У північних морях Тихого океану від Берингової протоки до Кореї і до Каліфорнії, а також в морях Північного Льодовитого океану поширені тихоокеанські піщанки (A. hexapterus hexapterus — на заході і на півночі, A. hexapterus personatus — на сході). Тільки у північно-східних водах Атлантичного океану живуть Великі піщанки (Hyperoplus, 2 види), і тільки в західних водах Тихого океану живуть короткопера піщанка (Hypoptychus dybowskii, в Японському і Охотскому морях), емболіхт (Embolichthys mitsukurii, біля берегів Китаю і Японії), блікерії (Bleekeria, 2 види — у Бонінских островів і Гонконгу). Нарешті, голі піщанки (Gymnammodytes) живуть біля берегів Західної Європи (G. semisquamatus), в Середземному і Чорному морях (G. cicerellus) і біля берегів Південної Африки (G. capensis).

## Значення
Ще нещодавно основне промислове значення піщанок полягало у використанні їх як чудової наживки при ярусному (крючковом) лові тріскових риб. Але з розвитком тралового промислу тріскових риб, що не потребує наживки, а також з розвитком використання дрібних риб в їжу і для переробки на кормове борошно піщанки, як масові риби, набули самостійного промислового значення. Піщанок ловлять у великих кількостях біля берегів Західної Європи і біля берегів Кореї і Японії.

## Роди і види
- Рід Ammodytes (Linnaeus, 1758)[1]
  - Ammodytes americanus (DeKay, 1842)[2]
  - Ammodytes dubius (Reinhardt, 1837)[3]
  - Ammodytes hexapterus (Pallas, 1814)[4]
  - Ammodytes marinus (Raitt, 1934)[5]
  - Ammodytes personatus (Girard, 1856)[6]
  - Ammodytes tobianus (Linnaeus, 1758)[7]
- Рід Ammodytoides (Duncker & Mohr, 1939)[8]
  - Ammodytoides gilli (Bean, 1895)[9]
  - Ammodytoides idai (Randall & Earle, 2008)[10]
  - Ammodytoides kimurai (Ida i Randall, 1993)[11]
  - Ammodytoides leptus (Collette i Randall, 2000)[12]
  - Ammodytoides praematura (Randall & Earle, 2008)[10]
  - Ammodytoides pylei (Randall, Ida i Earle, 1994)[13]
  - Ammodytoides renniei (Smith, 1957)[14]
  - Ammodytoides vagus (McCulloch i Waite, 1916)[15]
  - Ammodytoides xanthops (Randall & Heemstra, 2008)
- Рід Bleekeria (Günther, 1862)[16]
  - Bleekeria kallolepis (Günther, 1862)[17]
  - Bleekeria mitsukurii (Jordan i Evermann, 1902)[18]
  - Bleekeria viridianguilla (Fowler, 1931)[19]
- Рід Gymnammodytes (Duncker & Mohr, 1935)[20]
  - Gymnammodytes capensis (Barnard, 1927)[21]
  - Gymnammodytes cicerelus (Rafinesque, 1810)[22]
  - Gymnammodytes semisquamatus (Jourdain, 1879)[23]
- Рід Hyperoplus (Günther, 1862)[16]
  - Hyperoplus immaculatus (Corbin, 1950)[24]
  - Hyperoplus lanceolatus (Le Sauvage, 1824)[25]
- Рід Lepidammodytes (Ida, Sirimontaporn & Monkolprasit, 1994)[26]
  - Lepidammodytes macrophthalmus(Ida, Sirimontaporn i Monkolprasit, 1994)
- Рід Protammodytes (Ida, Sirimontaporn & Monkolprasit, 1994)[26]
  - Protammodytes brachistos (Ida, Sirimontaporn i Monkolprasit, 1994)[27]
  - Protammodytes sarisa (Robins i Böhlke, 1970)[28][29][30][31][32][33][34][35][36][37]

## Ресурси Інтернету
- AQUATAB.NET
- Encyclopedia of Life